# NGC 6617
NGC 6617 este o galaxie situată în constelația Dragonul. A fost descoperită în 14 iunie 1885 de către Lewis A. Swift. Se află la o distanță de 85,51 de megaparseci de Pământ.